# Svetlana Kormílitsyna
Svetlana Anatólievna Kormílitsyna –en ruso, Светлана Анатольевна Кормилицына, también conocida por su nombre de casada Svetlana Verteletskaya– (Kaluga, 11 de agosto de 1984) es una deportista rusa que compitió en esgrima, especialista en la modalidad de sable.
Ganó cuatro medallas en el Campeonato Mundial de Esgrima entre los años 2004 y 2010, y seis medallas en el Campeonato Europeo de Esgrima entre los años 2004 y 2010.

## Palmarés internacional
| Campeonato Mundial | Campeonato Mundial          | Campeonato Mundial | Campeonato Mundial |
| Año                | Lugar                       | Medalla            | Prueba             |
| ------------------ | --------------------------- | ------------------ | ------------------ |
| 2004               | Nueva York (Estados Unidos) | Medalla de oro     | Espada por equipos |
| 2005               | Leipzig (Alemania)          | Medalla de plata   | Sable por equipos  |
| 2007               | San Petersburgo (Rusia)     | Medalla de bronce  | Sable por equipos  |
| 2010               | París (Francia)             | Medalla de oro     | Sable por equipos  |
| Campeonato Europeo |                             |                    |                    |
| Año                | Lugar                       | Medalla            | Prueba             |
| 2004               | Copenhague (Dinamarca)      | Medalla de oro     | Sable por equipos  |
| 2005               | Zalaegerszeg (Hungría)      | Medalla de plata   | Sable por equipos  |
| 2007               | Gante (Bélgica)             | Medalla de bronce  | Sable por equipos  |
| 2009               | Plovdiv (Bulgaria)          | Medalla de plata   | Sable por equipos  |
| 2010               | Leipzig (Alemania)          | Medalla de oro     | Sable individual   |
| 2010               | Leipzig (Alemania)          | Medalla de plata   | Sable por equipos  |